# 천만상상 오아시스
천만상상 오아시스(千萬想像 Oasis)는 서울특별시의 '창의시정 추진본부'의 주도로 만들어진, 서울시민의 상상과 제안을 정책으로 실현하기 위한 시민제안 창구이다. 이 곳은 시민과 전문가, 공무원이 함께 시정에 대해 실시간 쌍방향으로 의사소통을 하는 공간으로 사용되고 있다.

## 이용 방법
천만상상오아시스로 들어가서 sns등으로 로그인하면 글을 남기실수 있으며 기존 서울시 회원분들도 기존 로그인 방식으로 로그인 하시면 됩니다

## 시민창안제도와의 차이점
기존의 시민창안제도는 제안의 제출과 제출된 제안의 채택심사․평가라는 단방향 소통으로 경직되고 형식적인 시민아이디어 접수창구였다면, 천만상상 오아시스는 인터넷 웹사이트를 통해 시민들이 자유롭게 의견을 개진하고 투표방식과 댓글형식으로 통해 적극적인 시민의 참여가 이루어지며, 인터넷상에서 공무원과 전문가의 의견을 더해 실현가능한 방안을 모색하는 등 시대의 흐름에 맞는 쌍방향 소통기능을 수행하게 되었다.

## 운영 방법 및 성격
아이디어 제안 횟수와 댓글 횟수 등을 종합하여 등급을 산정하고 그에 따른 점수를 부여하고 있다. 기존의 포털 사이트와는 달리 이용자 연령층이 높기 때문에 비교적 보수적 성격을 띠고 있는 게 특징이다.

## 기타
지금까지 1만여건 이상의 시민아이디어 접수가 되었으며 이중 실현된 대표 사례로는 청계천 두물다리에 설치된 ‘청혼의 벽'을 들 수 있다. 2008년 12월 크리스마스이브에 열린 디지털 공개구혼의 장 ‘청혼의 벽’ 개막이벤트는 ‘청혼의 벽’ 최초 커플이 탄생해 눈길을 끌었다. 2012년에는 마을버스 도착기기를 서울시 최초로 마을버스 안에 설치 도착정보를 휴대폰과 인터넷으로 제공하고 있다 2016년도부마을  코넬단도정거립에,마을싱턴대돛착정봇 기 를국설칳학대학있으교수2012년도서천만상상 오아시스 실현회의를 참석해 서울시의 창의시정 현장과 성과를 직접 살펴보고 MPA(행정학 석사) 과정에 ‘서울시정 : 케이스 스터디’ 교과목을 개설할 예정이다.

## 역사
- 2006년 10월 천만상상 오아시스 웹사이트 개설
- 2006년 11월 제1회 천만상상 오아시스 실현회의 개최
- 2007년 6월 시민창안제도를 폐지하고 천만상상 오아시스로 일원화
- 2008년 12월 제12회 “천만상상 오아시스 실현회의” 개최
- 2016년 4월7일 “천만상상 오아시스 새단장”

## 참고자료
- (미디어포스) 천만상상 오아시스 웹사이트 그랜드 오픈

 본 문서에는 서울특별시에서 지식공유 프로젝트를 통해 퍼블릭 도메인으로 공개한 저작물을 기초로 작성된 내용이 포함되어 있습니다.